# Bolzen (Geschoss)

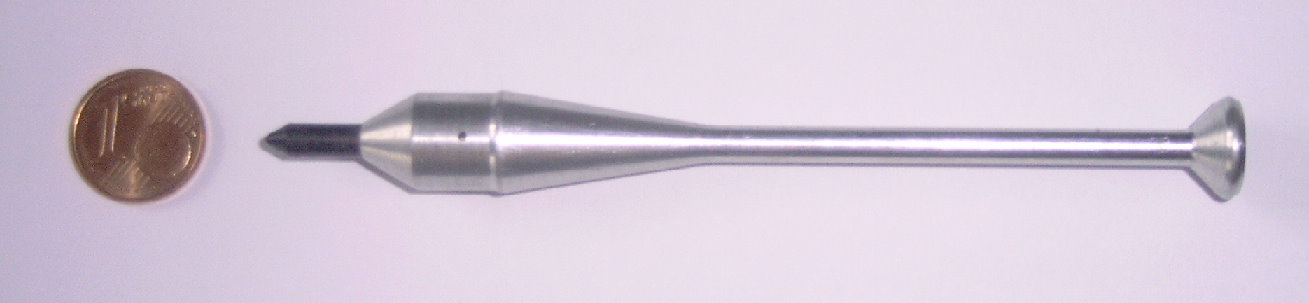
Bolzen einer Armbrust

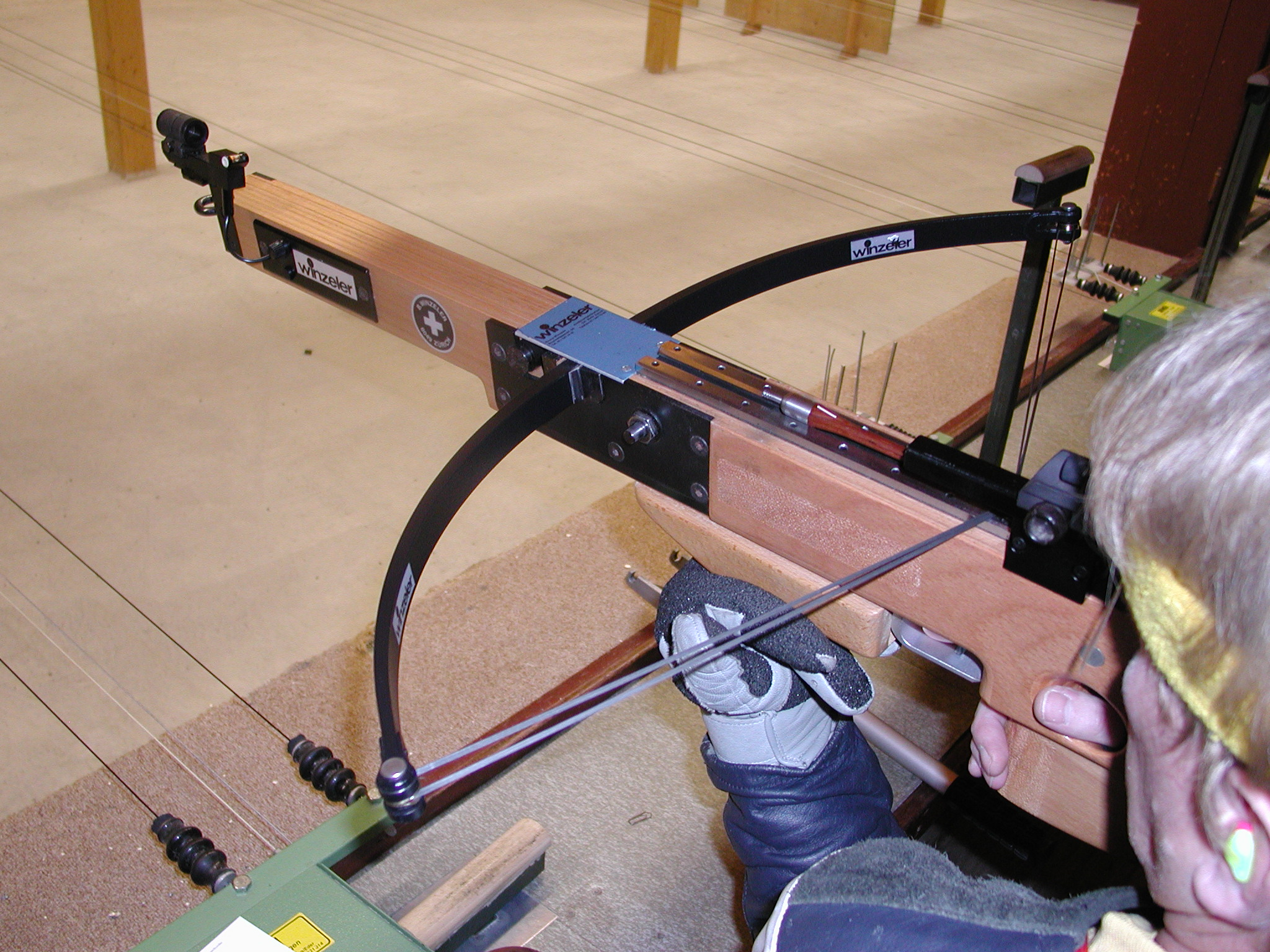
Bolzen auf der Sportarmbrust, Markierung nach oben

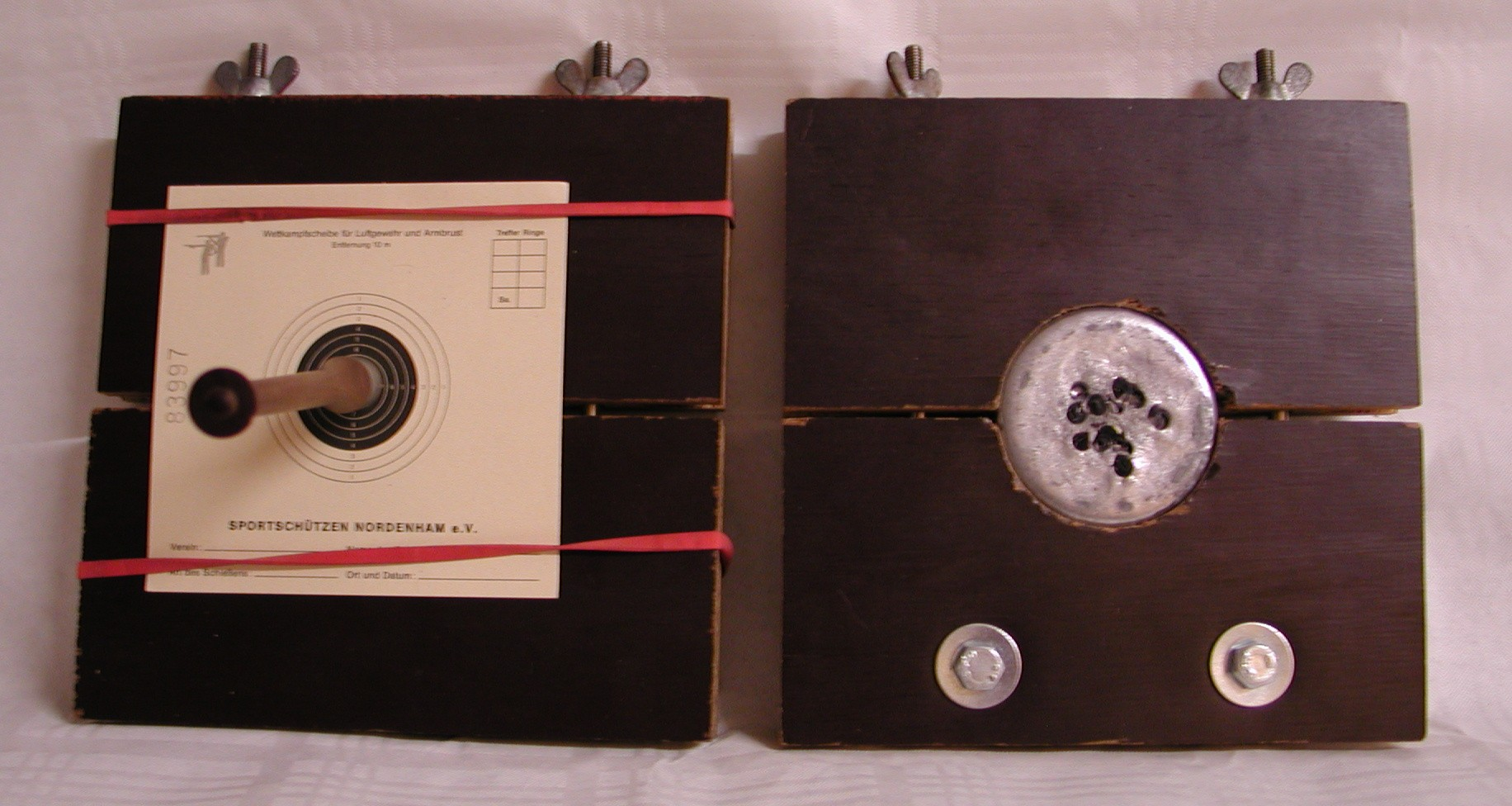
Bolzen und Scheibenhalter nach dem Armbrustschießen

Ein Bolzen ist ein Geschoss, das mit einer Armbrust verschossen wird. Bolzen sind in der Regel deutlich kürzer als Pfeile und bei der heutigen Sportarmbrust seltener gefiedert. Deshalb ist ihre Flugbahn weniger stabil und die effektive Reichweite einer Armbrust geringer als beispielsweise die eines Langbogens. Wegen der durch eine Auszugsmechanik möglichen beherrschbar hohen Zuggewichte fliegen Bolzen jedoch schneller als Pfeile, sie sind schwerer und verursachen mit der so höheren kinetischen Energie mehr Schaden. Aus diesem Grund wurden sie im Mittelalter hauptsächlich als Geschosse gegen Widersacher in Plattenrüstungen verwendet. 
Beim Schießen mit einer Sportarmbrust wird auf eine Entfernung von 10 m geschossen. Als Ziel dient wie beim Schießen mit einem Luftgewehr eine normale Schießscheibe. Der Scheibenhalter ist in der Mitte mit einem Bleikern versehen, über den die Schießscheibe platziert wird. Der Bolzen hinterlässt auf der Scheibe ein Einschlagsloch wie es auch Luftgewehr-Munition verursacht (ca. 4,5 mm Durchmesser).

## Sonstiges
Einige andere Geschosse werden unter Umständen ebenfalls als Bolzen bezeichnet. So nennt man beispielsweise eine Munitionsart einer Elektrischen Flinte Bolzen und die eines Elektroschockers manchmal „Blitzbolzen“.
In der Fantasy-Literatur und fernöstlichen Kampfsportarten gibt es auch Wurfbolzen. Dabei handelt es sich dann um Bolzen, die per Hand auf ein Ziel geworfen werden.